# Arnulf von Gap

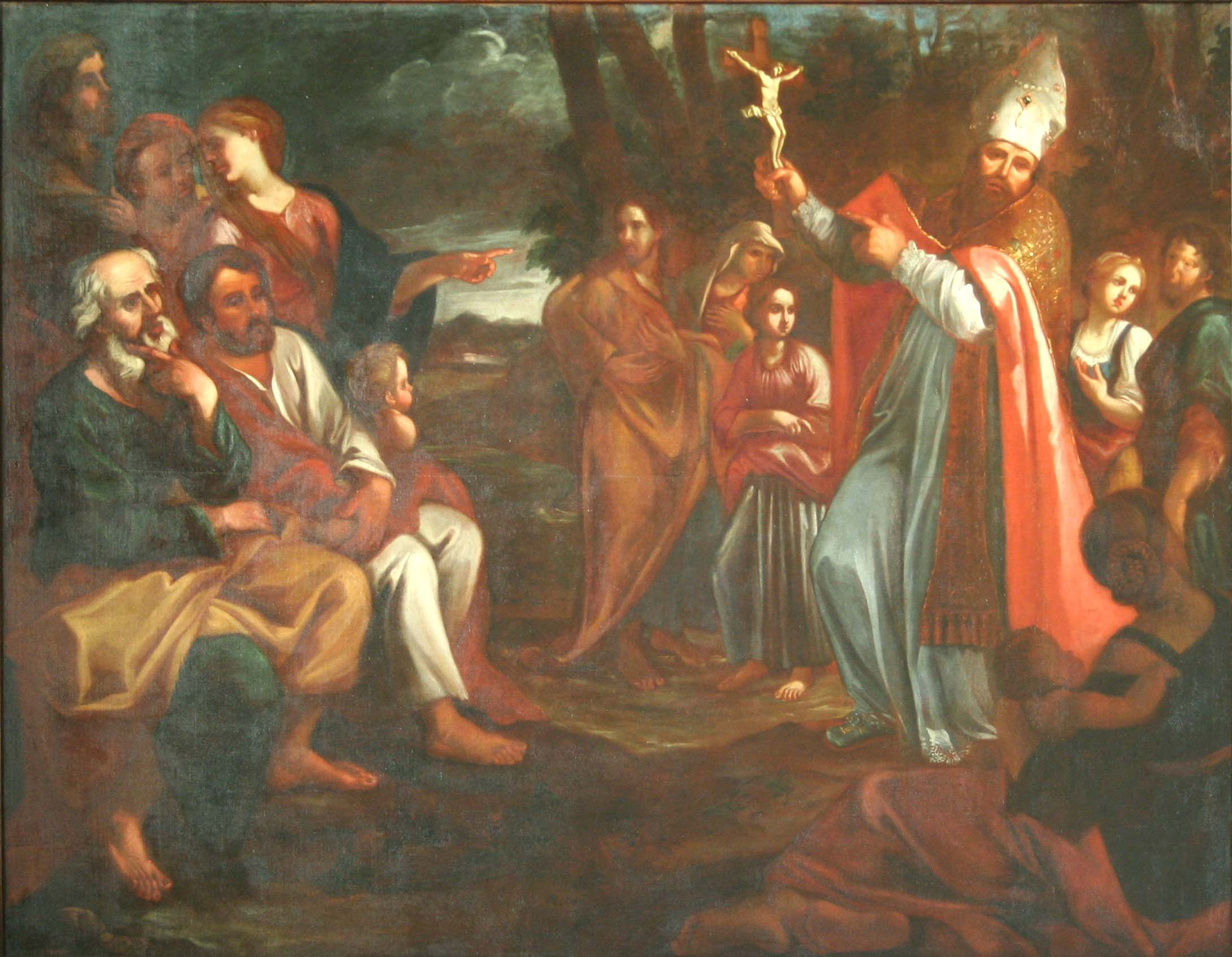
Der predigende Bischof Arnoux, Gemälde von Louis Court (1670–1733) in der Kathedrale von Gap.

Der Heilige Arnulf von Gap (französisch: Arnulphe, bekannt als Arnoux; † 1079 in Gap) war Bischof der Diözese Gap in der Grafschaft Forcalquier in der Provence und wird bis heute als Stadtpatron von Gap verehrt.

## Leben und Wirkung
Bischof Arnoux ist der erste Oberhirte des seit der Spätantike bestehenden Bistums Gap, von dem nähere Einzelheiten zu seinem Leben bekannt sind. Im 12. Jahrhundert sind zwei Heiligenviten zur Erinnerung an sein Wirken entstanden, die erste im Auftrag des Domkapitels von Gap (heute in der Biblioteca Angelica in Rom) und die zweite als erweiterte Abschrift davon im Kloster Sainte-Trinité in Vendôme, in der Nähe der Stadt Orléans.
Arnoux war zuerst Mönch im Kloster Sainte Trinité und wurde von Papst Alexander II. um 1064 oder 1065 als Nachfolger eines exkommunizierten Amtsinhabers zum Bischof der Alpendiözese Gap ernannt. Wie es scheint, kann Arnoux zu den tatkräftigen Reformbischöfen des 11. Jahrhunderts gezählt werden. Die teilweise legendenhaften Heiligenviten berichten von wundersamen Heilungen des Bischofs während seiner Amtszeit, und auch an seinem Grab in der kleinen Kirche Saint Jean-le-Rond in der Nähe der Kathedrale sollen Wunder geschehen sein.
Bischof Armand von Gap soll um 1104 die Translation des Bischofsgrabs in die Kathedrale angeordnet haben, um dort die Wirkung des bereits als Heiliger verehrten Arnoux als Anziehungspunkt für Pilger zu verstärken. Bei der Öffnung des Grabes soll der Leichnam unversehrt gewesen sein. Ein Arm wurde diesem entnommen und fortan in der Kirche über Jahrhunderte als Reliquie präsentiert. Das Abbild des Arms erscheint in den mittelalterlichen Siegeln des Domkapitels und auch des Bischofs von Gap.
Der Gedenktag des Heiligen Arnoux am 19. September galt im Bistum Gap stets als Feiertag, und sein Personenname war über das Mittelalter hinaus in der Region weit verbreitet.
In der 1895 geweihten neuen Kathedrale Notre-Dame-et-Saint-Arnoux in Gap befinden sich mehrere Darstellungen des Bischofs aus dem 18. und 19. Jahrhundert.